# سی کولمن
سی کولمن (انگلیسی: Cy Coleman؛ ‏ ۱۴ ژوئن ۱۹۲۹ – ۱۸ نوامبر ۲۰۰۴) یک موسیقی‌دان اهل ایالات متحده آمریکا بود.
از فیلم‌های او می‌توان به سوئیت چریتی اشاره کرد.